# Marquesado de Vilallonga
El título de marqués de Vilallonga es un título nobiliario español creado el 20 de marzo de 1710 por el archiduque-pretendiente Carlos de Austria, a favor de Pau de Dalmases i Ros.
El título fue rehabilitado en 1916 por el rey Alfonso XIII de España a favor de María del Carmen de Dalmases y de Olivart.

## Denominación
Su denominación hace referencia a la localidad de Vilallonga del Campo (provincia de Tarragona) de donde fueron señores la familia Dalmases.

## Marqueses de Vilallonga
|                                                        | Titular                                                | Periodo                                                |
| Creación por Archiduque-Pretendiente Carlos de Austria | Creación por Archiduque-Pretendiente Carlos de Austria | Creación por Archiduque-Pretendiente Carlos de Austria |
| ------------------------------------------------------ | ------------------------------------------------------ | ------------------------------------------------------ |
| I                                                      | Pablo Ignacio de Dalmases y Ros                        | 1710-                                                  |
| Rehabilitado por Alfonso XIII                          |                                                        |                                                        |
| II                                                     | María del Carmen de Dalmases y de Olivart              | 1916-1922                                              |
| III                                                    | Francisco Javier de Fontcuberta y de Dalmases          | 1922- ?                                                |
| IV                                                     | José de Fontcuberta y de Casanova Dalmases y Parella   | 1945- ?                                                |
| V                                                      | Alfonso de Fontcuberta y de Samá                       | 1993-2002                                              |
| VI                                                     | Mariana de Fontcuberta y Juncadella                    | 2002-actual titular                                    |

## Historia de los marqueses de Vilallonga
- Pablo Ignacio de Dalmases y Ros, I marqués de Vilallonga.

Rehabilitado en 1916 por:
- María del Carmen de Dalmases y de Olivart, II marquesa de Vilallonga (por rehabilitación en 1916).

1. Casó con Carlos de Fontcuberta y Perramón. Le sucedió su hijo:

- Francisco Javier de Fontcuberta y de Dalmases, III marqués de Vilallonga.

1. Casó con María de la Concepción de Casanova y de Parrella. Le sucedió su hijo:

- José de Fontcuberta y de Casanova Dalmases y Parella, IV marqués de Vilallonga.

1. Casó con María Victoria Samá y Coll, VI marquesa de Marianao, V marquesa de Villanueva y Geltrú, XI condesa de Solterra, XI marquesa de Santa María de Barbará, (título rehabilitado en 1984, y perdido en 1987, por haber un tercero con mayor derecho). Le sucedió su hijo:

- Alfonso de Fontcuberta y de Samá, V marqués de Vilallonga, VII marqués de Marianao, XIII conde de Solterra.

1. Casó con María Isabel Juncadella y García-Blasco, hija de Enrique Juncadella y de Ferrer, IX marqués de Puerto Nuevo. Le sucedió su hija:

- Mariana de Fontcuberta y Juncadella, VI marquesa de Vilallonga, VIII marquesa de Marianao, XIV condesa de Solterra.